# Narodowo-Socjalistyczna Partia Czeskich Robotników i Chłopów
Narodowo-Socjalistyczna Partia Czeskich Robotników i Chłopów (czes. Národně socialistická česká dělnická a rolnická strana, NSČDRS), zwana też Partią Zielonej Swastyki (od swojego symbolu) – czeskie faszystowskie ugrupowanie polityczne podczas II wojny światowej.
Partia została założona na początku czerwca 1939 r. w Kromieryżu z inicjatywy byłego chłopskiego działacza komunistycznego, Františka Mlčocha. W połowie września podczas spotkania wraz z innymi czeskimi kolaborantami z niemieckim przedstawicielem wojskowym w Kromieryżu uznał Wehrmacht za oswobodziciela od demokracji, marksistowskiego bolszewizmu i żydostwa. Zwalczanie tych 3 zjawisk było głównym zadaniem programowym ugrupowania. Ponadto zamierzało ono zaszczepiać w narodzie czeskim ideały faszyzmu w wydaniu niemieckim i doprowadzić do włączenia kraju w skład Wielkoniemieckiej Rzeszy. Mlčoch liczył na to, że Niemcy docenią zaangażowanie jego ugrupowania w kolaborację i dopuszczą je do udziału we władzach Protektoratu, do czego jednak nigdy nie doszło. Działało ono głównie w miejscowościach Kromieryż, Przerów, Prościejów, Ołomuniec, Valašské Meziříčí, Vsetín, Zlin, Morawska Ostrawa, Vyškov, Brno i Praga. Jego liczebność doszła do ponad 2 tys. ludzi. Partia była jedną z najbardziej niebezpiecznych faszystowskich organizacji w Protektoracie Czech i Moraw, gdyż prowadziła otwartą współpracę z okupacyjnymi organami niemieckimi, a przede wszystkim z Gestapo. Po ataku Niemiec na ZSRR 22 czerwca 1941 r., Mlčoch wysunął pomysł utworzenia ochotniczego czeskiego legionu do walki na froncie wschodnim. Przedstawił go Adolfowi Hitlerowi w wysłanym osobiście do Berlina liście. Jednakże przywódca III Rzeszy nie dowierzał Czechom i ostatecznie czescy ochotnicy zostali przydzieleni do Deutsche Arbeitsfront, w szeregach którego wysłano ich na obszar okupowanej Polski do ochrony linii kolejowych. W 1942 r. Niemcy rozwiązali NSČDRS, gdyż działalność pomniejszych faszystowskich ugrupowań politycznych nie była im już potrzebna. Po zakończeniu wojny F. Mlčoch został skazany na karę śmierci, którą wykonano 26 kwietnia 1946 r.
Flaga NSČDRS była czerwona z zieloną swastyką pośrodku. Członkowie partii pozdrawiali się wyciągnięciem do góry prawej ręki i zawołaniem „Českému rodu zdar!” (na wzór hitlerowskiego „Heil Hitler!”). Hasłem partii było „Krev – Jazyk – Půda”.